# 묵념, 5분 27초
〈묵념, 5분 27초〉는 황지우가 1983년 문학과 지성사 출간의 '새들도 세상을 뜨는구나'에 발표한 시로 제목만 있고 내용은 없는 형식으로 이루어진 시이다.
이 시의 제목에서 '5분 27초'가 뜻하는 것은 5∙18 광주 민주화 운동에서 계엄군에 의해 전남도청이 유혈 진압된 날을 추모하는 의미가 담겨있다.

## 같이 보기
- 음악: 존 케이지의 《4분 33초》(1952)
- 그림: 로버트 라우션버그의 《백색 회화》(1951)